# مایکل برانیگان
مایکل برانیگان (انگلیسی: Michael Brannigan؛ زادهٔ ۱۲ نوامبر ۱۹۹۶) ورزشکار و از برندگان مدال طلا پارالمپیک اهل ایالات متحده آمریکا است.

## حرفه
او از ورزشکاران حاضر در مسابقات پارالمپیک تابستانی ۲۰۱۶ بود.